# 一氮化锆
一氮化锆是一种无机化合物，化学式为{\displaystyle {\ce {ZrN}}}。

## 性质
通过物理气相沉积（PVD）生长的氮化锆是类似金单质的浅金色。一氮化锆在室温下的电阻率为12.0µΩ·cm，温度系数5.6·10−8Ω·cm/K，超导转变温度10.4K，晶格参数a=0.4575nm。单晶氮化锆的材料硬度为22.7±1.7GPa，弹性模量450GPa。

## 用处

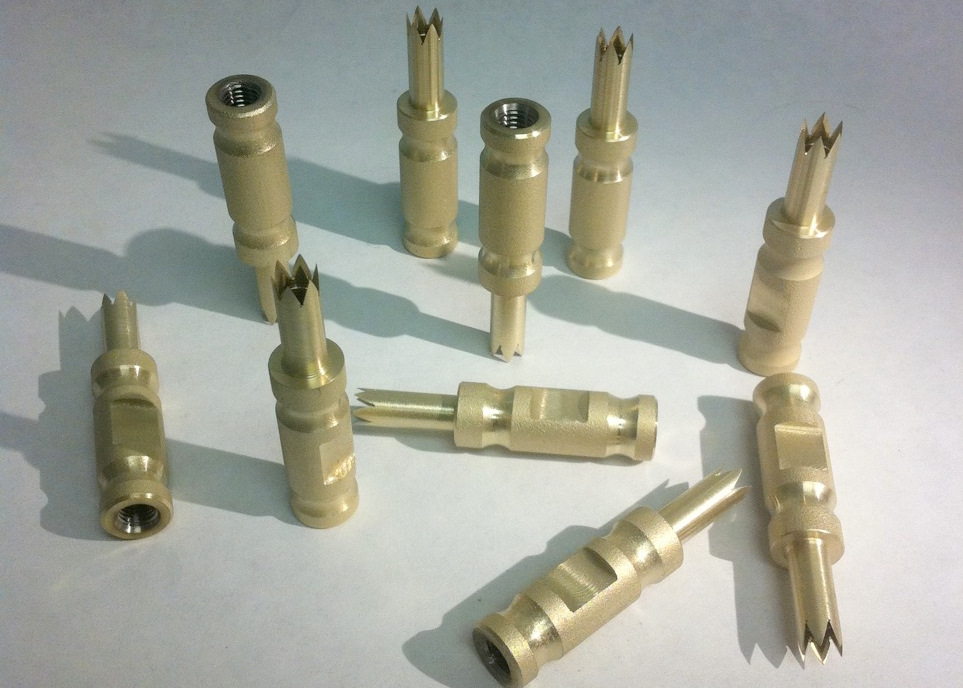
氮化锆涂层刀具

一氮化锆是一种类似于氮化钛的硬质陶瓷材料，是一种类似水泥的耐火材料。因此，它用于耐火材料、金属陶瓷和实验室坩埚。当使用物理气相沉积涂层工艺进行应用时，它通常用于对医疗设备、工业部件（尤其是钻头）、汽车和航空航天部件以及其他易受高磨损和腐蚀环境影响的部件进行涂层。当与铝形成合金时，随着铝含量的增加，电子结构会从立方ZrN的局部八面体键发展成扭曲、更复杂的键和更高的硬度。
一氮化锆被建议用作火箭和飞机的过氧化氢燃料箱内衬。